# Trichilia retusa
Trichilia retusa är en tvåhjärtbladig växtart som beskrevs av Oliver. Trichilia retusa ingår i släktet Trichilia och familjen Meliaceae. Inga underarter finns listade i Catalogue of Life.